# Zamek w Vrchotovych Janovicach
Zamek w Vrchotovych Janovicach (cz. Zámek ve Vrchotových Janovicích) – zabytkowy zamek w mieście Vrchotovy Janovice (Czechy).
Pierwszy gotycki zamek na wodzie otoczony fosą była własnością panów z Janovic. Został przebudowany w stylu renesansowym przez ród z Říčan. W XVIII w. hrabiowie Vrtby nadali mu wygląd reprezentacyjnej rezydencji, natomiast Wratysławowie z Mitrovic około 1856 r. dokonali dużej przebudowy. W połowie XIX w. obiekt otrzymał obecną do dziś neogotycką szatę. W zwieńczeniu portalu znajduje się kartusz z herbem Wratysławów z Mitrovic i rokiem 1856 na szarfie. W szczycie bramy natomiast herby Václava Vratislava z Mitrovic (1576–1635) i jego żony  Anny Jeżowskiej (zm. 1636). Mówi o tym napis nad herbami Wladislaw Wratislaw z Mitrowiczanej Ziegowiczych Anna Wratislawowa rozena Networzska z Brziz, pomiędzy którymi znajduje się rok 1618.

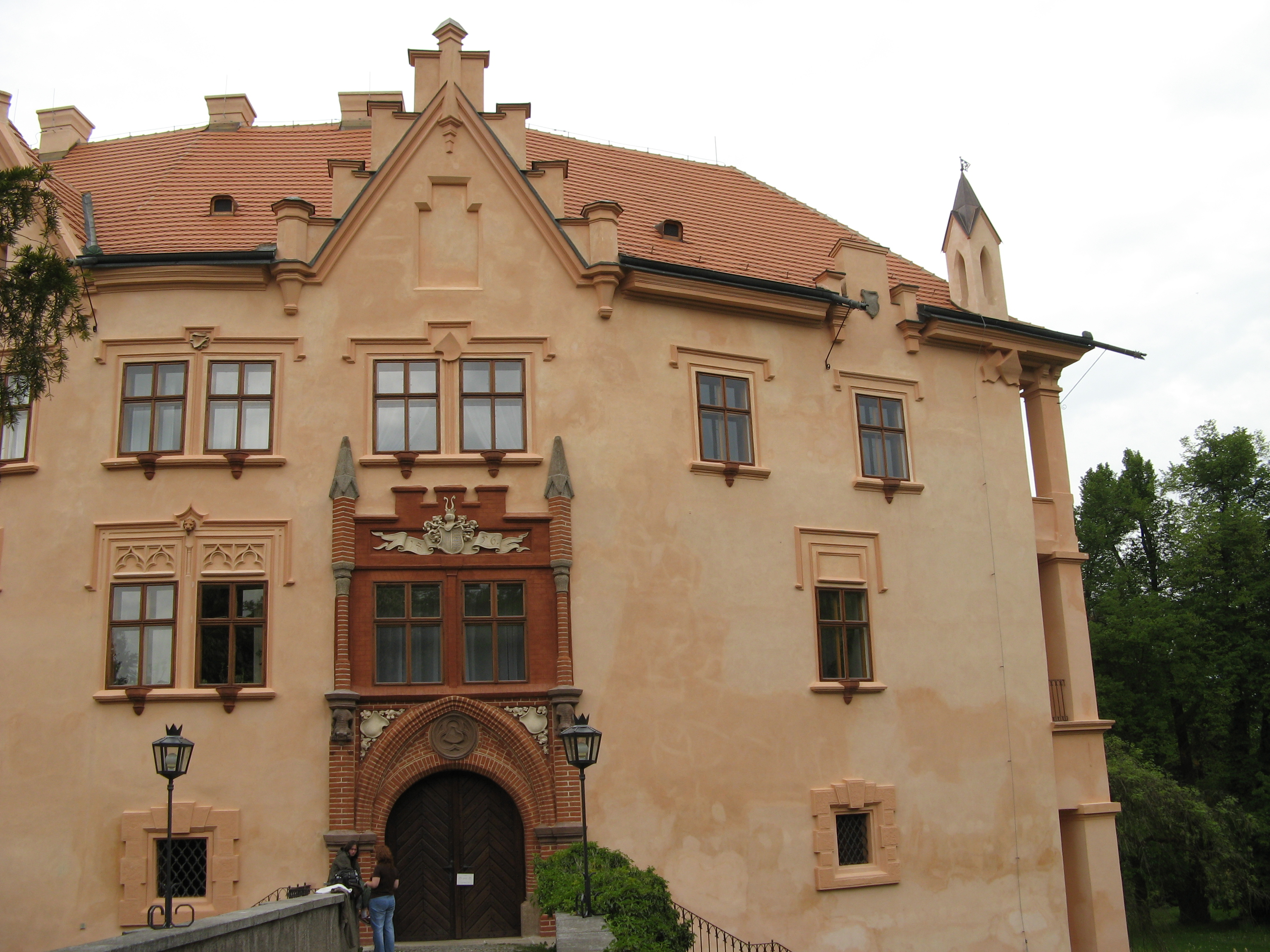
Portal z herbem Wratysławów z Mitrovic
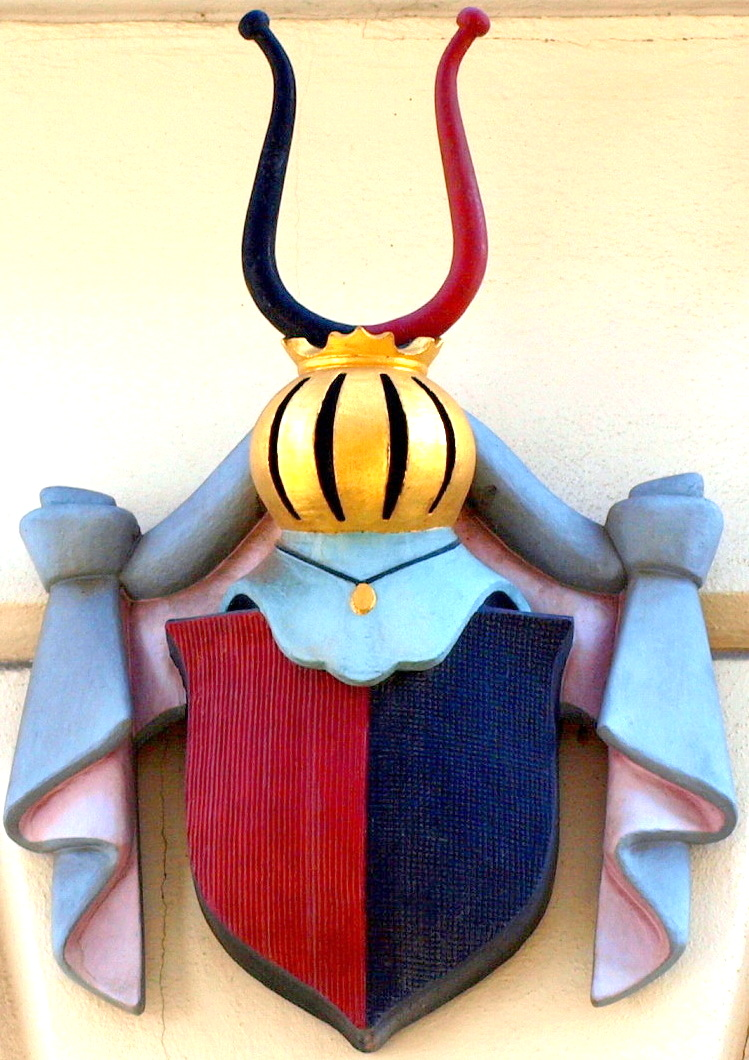
Herb Wratysławów z Mitrovic
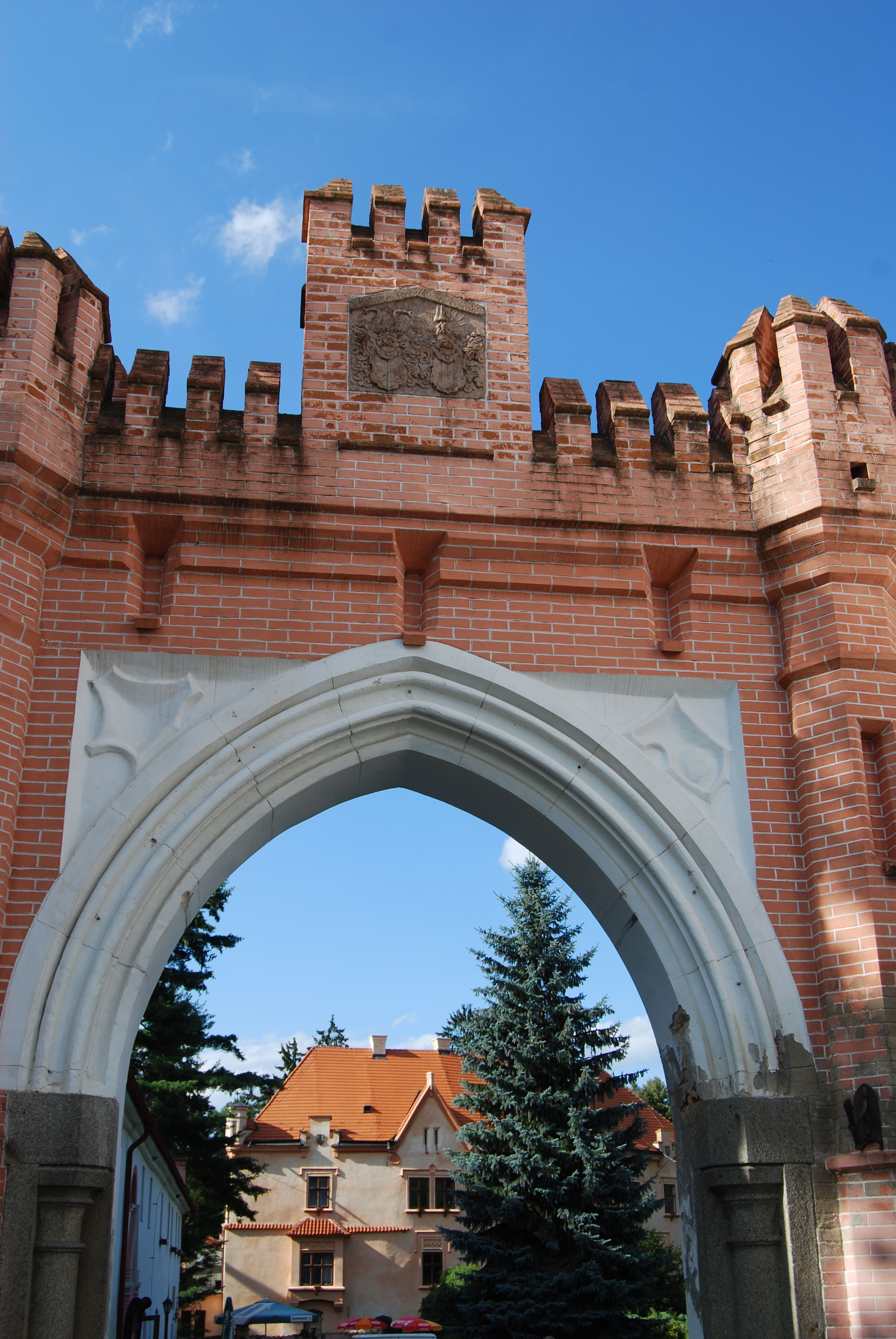
Brama z herbami
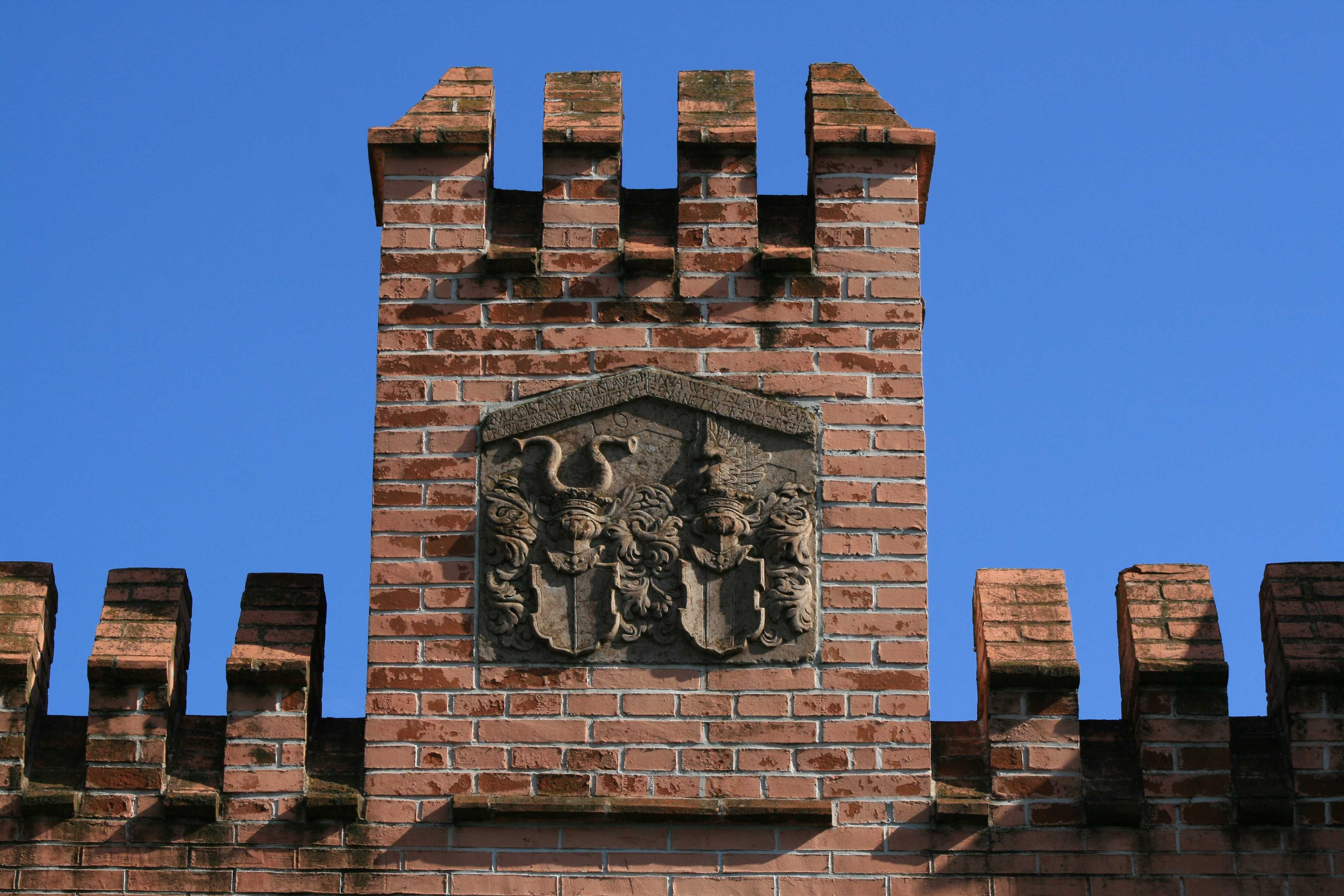
Herby na szczycie